# Tomáš Janotka
Tomáš Janotka (4 marzo 1982) è un allenatore di calcio ed ex calciatore ceco, centrocampista.

## Palmarès

### Club

#### Competizioni nazionali
- Coppa della Repubblica Ceca: 1

Sigma Olomouc: 2011-2012